# Typhoptera quadrituberculata
Typhoptera quadrituberculata är en insektsart som först beskrevs av John Obadiah Westwood 1848.  Typhoptera quadrituberculata ingår i släktet Typhoptera och familjen vårtbitare. Inga underarter finns listade i Catalogue of Life.